# 全日本少年軟式野球大会
全日本少年軟式野球大会（ぜんにほんしょうねんなんしきやきゅうたいかい）は、横浜市と全日本軟式野球連盟主催で毎年8月中旬に横浜スタジアムで開催される中学年代の軟式野球全国大会。通称「ハマの甲子園」。2023年の第40回大会からENEOSの特別協賛によりENEOSトーナメント（エネオストーナメント）というタイトルがついている。
同じく中学年代の軟式野球全国大会である全国中学校軟式野球大会は参加資格が中学校単位で活動している野球部に限定されているのに対し本大会では、中学単位のチームの他にも都道府県単位の選抜チームや地域単位のクラブチームにも参加資格が与えられている。なお、中学校単位の野球部の出場に際しては「○○中学クラブ」のチーム名で参加することとなる。
予選は各市町村大会から始まり、都道府県、ブロック大会を勝ち抜き本大会へと進出する。なお、本大会では「開催地枠」として、神奈川県から、別途1チームが参加する。主催である全日本軟式野球連盟の関係者間を中心に「中学生の甲子園」と称される場合がある。

## 大会の歴史
本大会の前身は1975年初開催の全日本少年軟式野球大会である。1981年に全日本学童軟式野球大会が創設されたことにより一時休止状態となったが、1984年に、第1回全日本少年軟式野球大会の名で再び開催されて現在に至る。
2003・2023年度は20・40回記念大会であったこと、2009年度は横浜市開港150周年記念であったことから開催地である神奈川県からの代表枠が例年より2つ多い4つ設けられた。内訳は、神奈川県代表の中学校ならびにクラブチーム、横浜市代表の中学校ならびにクラブチームがそれぞれ1つずつである。
しかし2020年は新型コロナの影響で会場予定だった保土ヶ谷球場が閉鎖のため中止。2021年は中止の予定だったが、長崎県営野球場をメイン会場に急遽開催。

## 出場経験のある主な野球選手
- 麦倉洋一：(第3回)都賀町立都賀中学校のエースとして優勝。チームは1984年開催の第1回大会でも優勝。
- 山田喜久夫：(第3回)十四山村立十四山中学校のエースとして出場。
- 川村丈夫：(第4回)大和市立大和中学校のエースとして出場。
- イチロー：(第5回)豊山町立豊山中学校のエースとして3位。
- 代田建紀：(第5回)横浜市立岡津中学校で出場。
- 塩谷和彦：(第5回)高砂市立松陽中学校で優勝。
- 岡島秀樹：(第6回)淀タイガース(クラブチーム)のエースとして出場。
- 山本省吾：(第8回)星稜中学校1年次に出場。2・3年次には全国中学校軟式野球大会に出場し3年次に優勝。
- 上地雄輔：(第11回)横須賀スターズ(クラブチーム)の正捕手として出場。その後日本代表に選出。
- 北野良栄:(第13回) 星稜中学校1年次に出場。3年次には主将として第20回全国中学校軟式野球大会で優勝。
- 山崎敏:(第13回)富士見村立富士見中学校のエースとして出場。
- 東和政：(第14回)宿毛市立片島中学校のエースとして優勝。
- 上里田光正：(第14回)高砂市立松陽中学校のエースとして準優勝。
- 山口鉄也：(第15回)横浜市立菅田中学校のエースとして3位。
- 早坂圭介：(第15回)横須賀スターズ(クラブチーム)で2年時に出場。
- 栂野雅史：(第16回)栄町立栄中学校のエースとして3位。
- 小林敦：(第16回)東海大翔洋中学校の三塁手として2年時にベスト8。
- 平野貴志：(第17回)桐蔭学園中学校のエースとして優勝。
- 岩見優輝：(第17回)門真クレイジーボーイズ(クラブチーム)で2年時にベスト8。
- 平岡政樹：(第17回)海陽町立海部中学校のエースとして出場。
- 江川智晃：(第18回)伊勢市立二見中学校のエースとして優勝。
- 鈴木将光：(第19回)星稜中学校で3位。
- 片山博視：(第19回)南あわじ市立三原中学校のエースとしてベスト8。
- 髙濱卓也：(第21回)佐賀市立城南中学校のエースとして3位。同年の第26回全国中学校軟式野球大会ではベスト8。
- 今村猛：(第22回)佐世保市立小佐々中学校で2年時に出場（初戦敗退）。
- 中村悠平：(第22回)福井クラブの捕手として出場（初戦敗退）。
- 今宮健太：(第23回)明豊中学校のエースとして出場（初戦敗退）。
- 下沖勇樹：(第23回)福岡三葉クラブAのエースとして出場（初戦敗退）。同年の第28回全国中学校軟式野球大会では優勝。
- 西川健太郎：(第24回)星稜中学校の外野手として2年時に優勝。
- 和田恋：(第25回)高知中学校で1年時に優勝。
- 八百板卓丸：(第28回)福島のだまクラブ(クラブチーム)で出場（初戦敗退）。
- 堀内謙伍：(第28回)東海大学付属翔洋高等学校中等部の投手として2年時にベスト8。
- 佐藤都志也：(第29回)いわき松風クラブ(クラブチーム)の捕手として出場（初戦敗退）。
- 若林楽人：(第30回)白老町立白老中学校で出場（初戦敗退）。
- 金村尚真：(第32回)豊見城市立豊見城中学校の投手として優勝。
- 平野大和：(第33回)日章学園中学校の外野手としてベスト8。
- 内山壮真：(第33・34回)星稜中学校の遊撃手・捕手として優勝・準優勝。
- 森木大智：(第34回)高知中学校の投手として2年時に出場（初戦敗退）。
- 田村俊介：(第35回)明徳義塾中学校の投手兼外野手として準優勝。
- 浅野翔吾：(第36回)高松市立屋島中学校の捕手としてベスト8。

## 歴代優勝・準優勝校
| 回 | 年度(西暦) | 年度(和暦) | 優勝                         | 地区   | 準優勝                     | 地区   |
| -- | ---------- | ---------- | ---------------------------- | ------ | -------------------------- | ------ |
| 1  | 1984       | 昭和59     | 都賀中                       | 栃木   | 東海大相模                 | 神奈川 |
| 2  | 1985       | 昭和60     | 城東中                       | 栃木   | 西山中                     | 熊本   |
| 3  | 1986       | 昭和61     | 都賀中                       | 栃木   | 星稜中                     | 石川   |
| 4  | 1987       | 昭和62     | 下瀬谷中                     | 横浜市 | 大須賀中                   | 静岡   |
| 5  | 1988       | 昭和63     | 松陽中                       | 兵庫   | 生光学園                   | 徳島   |
| 6  | 1989       | 平成元     | 桐蔭学園                     | 横浜市 | 南郷中                     | 宮崎   |
| 7  | 1990       | 平成2      | 壬生中                       | 栃木   | 総和北中                   | 茨城   |
| 8  | 1991       | 平成3      | 松永ヤンキース               | 広島   | 弘前三中                   | 青森   |
| 9  | 1992       | 平成4      | 桑中                         | 栃木   | 高崎一中                   | 群馬   |
| 10 | 1993       | 平成5      | 大塚中                       | 宮崎   | 松永ヤンキース             | 広島   |
| 11 | 1994       | 平成6      | 鏡中                         | 熊本   | 東江中                     | 沖縄   |
| 12 | 1995       | 平成7      | 瀬戸中                       | 徳島   | 松永ヤンキース             | 広島   |
| 13 | 1996       | 平成8      | 星稜中                       | 石川   | 明徳義塾                   | 高知   |
| 14 | 1997       | 平成9      | 片島中                       | 高知   | 松陽中                     | 兵庫   |
| 15 | 1998       | 平成10     | 全流山（流山市選抜）         | 千葉   | 岡山中                     | 岡山   |
| 16 | 1999       | 平成11     | 鹿島東部中                   | 佐賀   | Akita中（秋田市選抜）      | 秋田   |
| 17 | 2000       | 平成12     | 桐蔭学園                     | 横浜市 | 岡山中                     | 岡山   |
| 18 | 2001       | 平成13     | 二見中                       | 三重   | 明徳義塾                   | 高知   |
| 19 | 2002       | 平成14     | 上本部中                     | 沖縄   | いわき松風（いわき市選抜） | 福島   |
| 20 | 2003       | 平成15     | 多久中央                     | 佐賀   | 宇和島城南                 | 愛媛   |
| 21 | 2004       | 平成16     | 福井クラブ（福井県選抜）     | 福井   | 生麦中                     | 横浜市 |
| 22 | 2005       | 平成17     | 上溝中                       | 神奈川 | 東海大静岡翔洋             | 静岡   |
| 23 | 2006       | 平成18     | 彦根クラブ（彦根市選抜）     | 滋賀   | 桐蔭学園                   | 横浜市 |
| 24 | 2007       | 平成19     | 星稜中                       | 石川   | 若松中                     | 福岡   |
| 25 | 2008       | 平成20     | 高知中                       | 高知   | あげな中                   | 沖縄   |
| 26 | 2009       | 平成21     | 西京ビッグスターズ           | 京都   | 豊田南クラブ               | 愛知   |
| 27 | 2010       | 平成22     | 茨城県南（茨城県南地区選抜） | 茨城   | 川口クラブ（川口市選抜）   | 埼玉   |
| 28 | 2011       | 平成23     | 高知中                       | 高知   | 総社クラブ（総社市選抜）   | 岡山   |
| 29 | 2012       | 平成24     | 西京ビッグスターズ           | 京都   | 東風平中                   | 沖縄   |
| 30 | 2013       | 平成25     | 豊後高田                     | 大分   | 芳賀中                     | 栃木   |
| 31 | 2014       | 平成26     | 波佐見中                     | 長崎   | 明豊中                     | 大分   |
| 32 | 2015       | 平成27     | 豊見城中                     | 沖縄   | 日野中                     | 長崎   |
| 33 | 2016       | 平成28     | 星稜中                       | 石川   | 倉敷クラブ（倉敷市選抜）   | 岡山   |
| 34 | 2017       | 平成29     | 西京ビッグスターズ           | 京都   | 星稜中                     | 石川   |
| 35 | 2018       | 平成30     | 兵庫中                       | 兵庫   | 明徳義塾                   | 高知   |
| 36 | 2019       | 令和元     | 倉敷クラブ                   | 岡山   | 富士見中                   | 神奈川 |
| 38 | 2021       | 令和3      | 星稜中                       | 石川   | JBoy's（滋賀県選抜）       | 滋賀   |
| 39 | 2022       | 令和4      | 上一色中                     | 東京   | 名古屋ドジャース           | 愛知   |
| 40 | 2023       | 令和5      | 横浜クラブ                   | 横浜市 | 明豊中                     | 大分   |
| 41 | 2024       | 令和6      | 東山クラブ                   | 愛知   | 門真ビックドリームス       | 大阪   |
| 42 | 2025       | 令和7      | 作新学院中                   | 栃木   | 星稜中                     | 石川   |